# Oče Rogerij
Rogerij Ljubljanski, krstno ime Mihael Krammer, kapucinski redovnik in duhovnik, * 1667, Ljubljana, † 20. ali 23. avgust 1728, Ljubljana.

## Življenje
Rogerij Ljubljanski je poleg kapucinskega sobrata Janeza Svetokriškega in jezuita Jerneja Basarja najznamenitejši slovenski baročni pridigar. Pripravil je dve knjigi svojih pridig o svetnikih pod naslovom Palmarium empyreum, vendar se je tisk zaradi njegove smrti zavlekel. Prvi zvezek je izšel v Celovcu (1731) in obsega 57 pridig, drugi, ki so ga pripravili njegovi sobratje, pa dvanajst let kasneje, v Ljubljani (1743) ter obsega 69 pridig. Vse pridige so posvečene svetniškim praznikom od začetka do konca koledarskega leta.                                                             
Živel in deloval je v Ljubljani. V samostan je vstopil leta 1687 in postal duhovnik kapucinskega reda. Datum smrti je sporočen v dveh inačicah; po prvi naj bi umrl 20., po drugi pa 23. avgusta 1728. Različna dneva lahko pomenita, da eden navaja dan smrti, drugi pa dan pokopa, kar je bilo v tistih časih tudi večkrat v navadi. 
Zanj je značilno vestno navajanje virov, ki pa so bili pogosto povzeti po različnih pridigarskih priročnikih (ob znanih cerkvenih piscih se pojavljajo sloviti antični filozofi, omenja se tudi renesančni platonist Marsilio Ficino) in stroga formalna zgradba retoričnega besedila.    

## Rogerij Ljubljanski v slovenski literarni zgodovini
O njegovi osebnosti ne vemo skoraj nič, o delu se je malo razpravljalo, kar pa se je, je bilo površno in obrobno. Marko Pohlin, ki je o Rogeriju prvi pisal, je poznal samo drugo knjigo, Jernej Kopitar je tudi to spregledal. Bibliografsko točen je Čopov opis, pri oznaki pa je skoraj dobesedno povzel in obnovil tisto, kar je Kopitar napisal o Svetokriškem. Levstik celo napiše, da je Rogerij med 1731. in 1743. napisal svoje delo. Trditev o avtorjevem zgledovanju pri avstrijskem pridigarju Abrahamu a Santa Clara je v svoji disertaciji ovrgel Ivan Pregelj. Kljub temu, da se je v zvezi z omenjeno primerjavo vodila glasna polemika, razpravljanje ni prineslo potrditve, še manj pa kakšne novosti o avtorjevi osebnosti in njegovem delu. Rogerij Ljubljanski je bil na robu zanimanja tudi pri Francetu Kidriču. Tisk obeh knjig je postavil v leto 1731, avtorja proglasil za človeka brez izdajateljske ambicije, njegovo smrt pa domneval v leto 1728. Globlje je skušal priti Mirko Rupel v sestavku za Slovenski biografski leksikon. Pomembna je njegova uvrstitev Rogerija v tip tako imenovane »frančiškanske pridige«.

## Palmarium empyreum
Gre za objavo homiletičnih besedil (pridig), kakršnih je v 17. in v prvi polovici 18. stoletja tudi na Slovenskem izšlo kar nekaj (v slovenščini, nemščini in latinščini). V osnovi gre za cerkveno govorništvo, ki pa, v delu, ki svojo funkcionalno določitev presega, spada tudi v književnost. Preseganje je mogoče v terminologiji, narativnih zakonitostih, zlasti na področju stilnih posebnosti.

### Pomen naslova
Prvi del naslova palmarium pomeni nagrado ali plačilo. Drugi del empyreum je bolj problematičen. Gre za besedo povezano z ognjem, gorenjem ali žarenjem. V grški podobi sveta je empyreum najvišje ognjeno nebo, v srednjeveški (krščanski) podobi sveta pa je to postalo sfera najvišjega dela neba,  z ognjem in svetlobo, kjer je bilo bivališče blaženih. V to smer kaže tudi v knjigi objavljeni bakrorez. Na njem je upodobljena košata palma, v kateri je razpelo. Okrog tega so po listih črke, ki govore: Zlezel bom na palmo in trgal njen sad. Palma je simbol krščanstva, ki pomeni zmago; bila je atribut mučenikov, v prenesenem pomenu pa je znamenje vsake zmage nad samim seboj. V tem pomenu leksem pozna tudi Dante, ki ga razlaga kot prostor blaženih. Iz tega sledi, da pri pomenu naslova lahko upoštevamo dve različici: Nebeško plačilo ali Nebeška nagrada. Z nekoliko večjo svobodo v metaforiki bi delo lahko naslovili tudi Nebeška krona. Takšno rešitev potrjuje tudi vsebina Rogerijevega dela.
Naslov dela je, s časom nastanka, dolg in obsega kar celo prvo stran. V njem je navedeno, da gre za 126 pridig (concio), v katerih so obravnavani svetniki, katere cerkev slavi v koledarskem letu (de sanctis totius anni). Te pridige so nastale na podlagi različnih konceptov, simbolov in zgodovinskih dogodkov, vzetih iz svetega pisma ali cerkvenih očetov (compositae ex vitis eurom: scriptura sacra, ac ss. patribus: variis conceptibus, symbolis et historiis). Posebej je naglašeno, da gre za moralizatorsko dejavnost, ki prihaja na dan v kranjskem jeziku (datae publicae luci carniolico idiomate).

### Izhodišča za nastanek
Rogerij svoje pridige oblikuje na podlagi virov, ki jih navaja na robu strani. Vseh navedkov je okoli petsto, vendar pa to število ni resnična osnova za nastanek pridig. Med dejanskimi viri za sestavljanje pridig so bili različni priročniki in retorji kot npr. F. Picinelli ter Segneri, med njimi tudi eden od predstavnikov Kranjske, J. L. Schonleben. Število dejanskih uporabljenih virov je treba torej skrčiti, enako je treba odmisliti, da je šlo pri uporabi ustreznih knjig za kakršen koli poglobljen študij. Kaj takega tisti čas od retorske proze ni pričakovati. Pridigarjeva izvirnost je bila zgolj na področju notranje ureditve gradiva in v jezikovnem-stilnem ubesedovanju (kompozicija in slog).

### Struktura pridig
Pridiga je razdeljena na naslednje dele:
propositio: razlaga namena in cilja; namesto tega je včasih exordium (enostaven uvod);
inductio: vsebinsko poglavitni del celote; znotraj njega pridejo v poštev tudi  objectio, ki mu sledita ali refutatio ali responsio, enkrat pa solutio;
epilogus: posnetek vsebine in njena moralna usmerjenost; namesto tega redkeje avtor sklene besedilo tudi s conclusio, allocutio in prosecutio (Glonar 1916: 329).
Navedena kompozicijska načela so praviloma označena na robu, bolj bistveno pa je, da te označbe pomenijo Rogerijevo tesno zvezo z vzorci klasične retorike. Zgradba je premišljena in tehnična, po svoji klasičnih izhodiščih pa zato v njej ni pričakovati kakšnih baročnih osnov.
Rogerij Ljubljanski ima na začetku vsake pridige še dve bistveni sestavini, ki ju imenuje  synopsis  (slov. zapopadik) in thema. Primer pridige, ki jo je govoril na dan sv. Uršule, uvodoma izgleda takole:

Sinopsis
Omnis qui adhaeret Deo,
Vires hic habet a beo;
Resistendi hostibus.

Zapopadnik 	
Sledni gdur z Bugam prebiva,
od nega ta muč dobiva;
zuper stat sovražnikam.

Thema
Ecce Adam quasi unus ex nobis factus est. Gen. 3
Pole Adam je koker eden iz nas postal. (PE II, 385)

Danes ni mogoče ugotoviti, kdo je avtor latinskih besedil, čeprav je utemeljena domneva, da so tudi iz Rogerijeve roke. Nobenega dvoma pa ni, da je ritmično besedilo, ki se pojavlja pod naslovom zapopadik, izvirno. Avtor z njim očitno želi nekaj povedati, saj se pojavlja na začetku vsake pridige. Beseda zapopadik je znana vsaj od Trubarja. Atilij Rakar v študiji Rogerijev »zapopadik« in konceptizem ugotavlja, da je pridigar je s tem zasnoval način podajanja določene morale. Beseda verjetno izraža nekaj, kar je bistveno povezano z njegovim časom. Rakar svojo študijo sklepa z ugotovitvijo, da je Rogerijev zapopadik povsem veren prevod termina, uveljavljenega za temeljno figuro baročnega govora.

### Navezovanje na druge teme
Rogerij za ponazorilo v pridige vpleta kratke zgodbe. Pri tem je pomembno poudariti, da uporablja tudi od drugod znane teme, kar pomeni, da je njegovo delo v določeni intertekstualni zvezi s slovstvenim izročilom preteklosti in sodobnosti. Vendar ni samo prevajal, temveč je dodajal tudi svoj delež. Zanimiva je tematska vzporednost med Rogerijevo zgodbo o mladeniču, ki ga je samo vera v Marijo rešila pred pogubljenjem in Kalobškim rokopisom. V Rogerijevem delu pa je razvojno pomemben še en književni kompleks. V eni od pridig je naveden del biblijske Visoke pesmi. Očitno je, da se je avtor zavedal, da prevaja literarno besedilo, kar pomeni, da mu lahko pripišemo neko mero ustvarjalnega talenta. Ta najbolj prihaja do izraza v rimanih trivrstičnicah tako imenovanega zapopadika. Za zgled:
Neža častita divica,
z ognjem ko ena srčnica,
ogin je premagala. (PE I, 65)
Takšni primeri niso neke umetnine, bistveno pa je, da jih avtor poskuša urediti po pravilih naglasa. Čeprav mu to vedno ne uspeva, mu praviloma nastane gladek stih. V skladu z barokom so tudi različna kopičenja in stopnjevanja. Najavlja uvedbo pripovednih odlomkov (Poslušajte od tega en eksempel …), ko pa razlaga pomen, opozori tudi na to (Tukaj se vidi očitnu …). Če temu dodamo še pridigarjev glas, ki je bil glas izšolanega govornika, in njegove geste ali mimiko, postaja jasno, da je šlo za spectaculum, brez katerega si baroka ne moremo predstavljati.

### Datacija pridig
Iz kulturnozgodovinskkih drobcev je razvidna pridigarjeva zveza s časom, v katerem je živel, in s prostorom, v katerem je deloval. Avtor je najbrž želel pisati tekste, ki naj bi bili geografsko in časovno čim manj določljivi. Od njegovih pridig se jih komaj kakšnih deset da datirati. Pri tem je zanimivo, da je omenjena tudi pratika; le-ta je začela izhajati leta 1725, kar pomeni, da je besedilo pridige nastalo po tej letnici. Rogerij se izogiba tudi osebnim izkušnjam in čustvom. Pričakovati bi bilo, da bo vsaj letne čase opisoval z lastnimi besedami, kar pa se ne zgodi: pomlad, na primer, opiše z besedami avtoritet iz področja teologije. Tudi reformacijo omeni le enkrat, v zgodbi o luteranu. Med kulturnozgodovinske zanimivosti spada tudi terminologija za tiste dele pridig, ki imajo slovstveni pomen. V Rogeriju pa najdemo tudi stare slovenske nazive za mesece: prosinec, sičan, sušec, mali traven, veliki traven itd.. Nekateri zapisi in oznake so drugačni od današnjih.

## Pomen Rogerija Ljubljanskega za slovensko literarno in kulturno zgodovino
Rogerij Ljubljanski spada med pomembne predstavnike retorske proze na Slovenskem. Izkazal se je tudi na področju baročnega konceptizma. Njegova pridiga je sicer zgrajena na antičnih retorskih načelih, ki pa jih premikajo v čas 17. in 18. stoletja. Pomemben je tudi zaradi nekaterih kulturnozgodovinskih drobcev. Le-ti so toliko bolj značilni, ker načeloma velja avtorjeva tendenca, ki besedila ne želi vezati na prostor in čas. Na prelomu obeh stoletij je sodeloval pri nastajanju slovenske duhovnosti in razvijal občutek za literarnost slovenskega jezika.